# Литвиненко Ігор Миколайович
Ігор Миколайович Литвиненко (нар. 13 жовтня 1968) — радянський та український футболіст, нападник та півзахисник.

## Життєпис
Вихованець ДЮСШ «Колос» (Нікополь). У 1984 році грав за дубль команди. У 1985 році зіграв три матчі в складі дубля дніпропетровського «Дніпра». У 1985-1986 роках провів за «Колос» 28 поєдинків, відзначився одним голом. Під час армійської служби зіграв 45 матчів, відзначився двома голами за СКА (Київ) в 1987 році. Надалі грав за нікопольську команду в 1989-1992 та 1994-1997 роках, а також за «Кривбас» Кривий Ріг (1992-1993).
Переможець юнацького турніру УЄФА 1985 року.

## Особисте життя
Син Олександр також футболіст, на професіональному рівні виступав у сезоні 2016/17 років за «Нікополь» (5 матчів, 1 гол).

## Титули і досягнення
- Чемпіон Європи (U-16): 1985